# Човек на Месецу
Човек на Месецу (кин: 独行月球) је кинеска научнофантастична филмска комедија из 2022. године. Режију потписује Џанг Чију, док главне улоге тумаче Шен Тенг и Ма Ли. Екранизација је серијала веб-стрипова Месечар јужнокорејког илустратора Џоа Сеока. Говори о „последњем човеку у универзуму”, астронауту који се нађе насукан на Месецу након што астероид наизглед збрише живот на Земљи.
Приказан је 29. јула 2022. године у Кини. Зарадио је више од 460 милиона долара широм света, поставши девети филм с највећом зарадом 2022. године.

## Радња
Након што је неочекивано остао на Месецу, астероид уништава Земљу, остављајући Дугу Јуеа као последњег човека.

## Улоге
| Глумац       | Улога         |
| ------------ | ------------- |
| Шен Тенг     | Дугу Јуе      |
| Ма Ли        | Ма Лансинг    |
| Чанг Јуен    | Џу Пите       |
| Ли Ченгру    | Сун Гуангјанг |
| Хуанг Цајлун | Хулуси        |
| Ламу Јангци  | Веј Ласи      |
| Хао Хан      | Конг Ру       |
| Хуанг Цитао  | глумац        |